# Arcotangente de dos parámetros

La función devuelve el ángulo θ entre la recta que une el origen de coordenadas con un punto (x, y) y el eje positivo x, limitado a -π, π

Gráfico de sobre

La función arcotangente de dos parámetros (representada con la notación {\displaystyle \operatorname {atan2} (y,x)} o también {\displaystyle \operatorname {arctan2} (y,x)}; el nombre procede de que el cálculo de la arcotangente se hace a partir de dos argumentos) devuelve el ángulo formado entre el eje x positivo y la recta que conecta el origen con un  punto de coordenadas  (x, y) ≠ (0,0) del plano euclidiano, expresado en radianes.
De manera equivalente, {\displaystyle \operatorname {atan2} (y,x)} es el argumento (también llamado "fase" o "ángulo") del número complejo {\displaystyle x+iy}.

## Historia
La función {\displaystyle \operatorname {atan2} (y,x)} apareció por primera vez en el lenguaje de programación FORTRAN (en la implementación de IBM FORTRAN-IV en 1961), y habitualmente se define de la manera descrita. La incorporación como función del sistema de este comando permite evitar la programación de una subrutina que a partir de los datos de {\displaystyle (x)} y de {\displaystyle (y)} corrija en π radianes el valor devuelto por la función atan (y/x)

## Uso
Se utiliza fundamentalmente para devolver un valor correcto e inequívoco para el ángulo θ en la conversión de coordenadas cartesianas (x, y) a coordenadas polares  (r, θ).
La función {\displaystyle \operatorname {atan2} (y,x)} devuelve un único valor θ, tal que -π<θ≤π, siempre que r>0:
r > 0,
{\displaystyle {\begin{aligned}x&=r\cos \theta \\y&=r\sin \theta .\end{aligned}}}
Está claro que siempre se cumple que {\displaystyle r={\sqrt {x^{2}+y^{2}}}}, pero se observa que solo se obtiene el resultado deseado con la función
{\displaystyle \theta =\arctan \left({\frac {y}{x}}\right),}
cuando x>0. Cuando x<0, el ángulo aparente de la expresión anterior apunta en la dirección opuesta al ángulo correcto y se debe sumar (o indistintamente restar) un valor de pi (o 180°) a θ para colocar el punto cartesiano  (x, y) en el cuadrante correcto del plano euclidiano. Esto requiere el conocimiento de los signos de x y de y por separado, información que se pierde cuando y se divide por x.